# Jill Kelly
Jill Kelly (ur. 1 lutego 1971 w Pomonie) – amerykańska aktorka, producentka i reżyserka filmów pornograficznych.
Swój pseudonim artystyczny przyjęła od imion dwóch telewizyjnych bohaterek serialu ABC Aniołki Charliego (Charlie’s Angels, 1976–1977) – Jill Munroe (w tej roli Farrah Fawcett) i Kelly Garrett (Jaclyn Smith).

## Życiorys

### Wczesne lata
Urodziła się jako Adrianne Diane Moore w Pomonie w stanie Kalifornia. W wieku 15 lat dorabiała jako striptizerka w teatrze rozrywki dla dorosłych Babydolls w Ontario w Kalifornii. Aby mogła pracować w godzinach wieczornych, jej pierwszy chłopak przedstawił fałszywe dokumenty. Kiedy zakończył się jej związek, właściciel klubu poinformował, że może ją zatrudnić, dopiero gdy skończy 18 lat.

### Kariera
W latach 90. była striptizerką, pracując najpierw w Mitchell Brothers O’Farrell Theatre w San Francisco, a następnie w nocnym klubie w Las Vegas z gwiazdą porno i zapaśniczką Tiffany Million.
Zmieniła swoje nazwisko na Jill Kelly, a także używała pseudonimów takich jak Seat Damian, Adrian i Callista J. W czasie dziesięcioletniej kariery wystąpiła w około 550 filmach pornograficznych jako aktorka, a jako reżyserka zrealizowała ponad 50.
Pojawiła się również w produkcjach hollywoodzkich, m.in.: Brygada siedmiu mieczy (The Roller Blade Seven, 1991), Return of the Roller Blade Seven (1993), komedii Kapitan Orgazmo (1997) jako pielęgniarka, dramacie Spike’a Lee Gra o honor (He Got Game, 1998) jako Suzie i Naked Avenger (2008).
W filmie Sin City Sensations (1996), którego reżyserką była francuska aktorka porno Rebecca Lord, wystąpiła w scenie z Christophem Clarkiem i Markiem Davisem. W październiku 1998 założyła własną firmę – Jill Kelly Productions (JKP). W kwietniu 2005 roku, po ogłoszeniu upadłości firmy, magazyn „Penthouse” zapłacił 1 765 000 dolarów za nabycie aktywów, czyli całą JKP i blisko 60 niepublikowanych wydawnictw.
W 2002 została umieszczona na trzydziestym drugim miejscu na liście 50. największych gwiazd branży porno wszech czasów przez periodyk Adult Video News.

## Życie prywatne
14 lutego 1993 poślubiła aktora pornograficznego Carla Jammera, który 25 stycznia 1995 po odkryciu jej niewierności małżeńskiej, pod wpływem narkotyków popełnił samobójstwo. 27 maja 2000 wyszła za mąż za Juliána Ríosa, bardziej znanego jako aktora pornograficznego Juliana. Jednak w 2002 doszło do rozwodu. 20 września 2003 wzięła ślub z reżyserem Coreyem Jordanem, lecz w 2004 para rozwiodła się.
Jill Kelly określa siebie jako osobę biseksualną.

## Nagrody
| Rok  | Nagroda          | Kategoria                                      | Film                     | Inni wykonawcy                                     |
| ---- | ---------------- | ---------------------------------------------- | ------------------------ | -------------------------------------------------- |
| 1996 | AVN Award        | Najlepsza scena seksu samych dziewczyn – wideo | Takin’ It To The Limit 6 | Felecia, Misty Rain, Careena Collins i Traci Allen |
| 1996 | XRCO Award       | Najlepsza scena seksu dziewczyna-dziewczyna    | Takin’ It To The Limit 6 | Felecia, Misty Rain, Careena Collins i Traci Allen |
| 1997 | AVN Award        | Najlepsza scena seksu samych dziewczyn – film  | Dreams Of Desire         | Melissa Hill                                       |
| 1997 | XRCO Award       | Wykonawczyni roku                              | –                        | –                                                  |
| 1999 | AVN Award        | Najlepsza scena seksu w parze – wideo          | Dream Catcher            | Eric Price                                         |
| 1999 | Hot d’Or         | Najlepsza amerykańska aktorka                  | –                        | –                                                  |
| 1999 | NightMoves Award | Najlepsza aktorka wg redakcji                  | –                        | –                                                  |
| 2001 | FOXE Award       | Ulubienica Fanów                               | –                        | –                                                  |
| 2002 | FOXE Award       | Ulubienica Fanów                               | –                        | –                                                  |
| 2003 | FOXE Award       | Wykonawczyni Roku                              | –                        | –                                                  |
| 2003 | AVN Award        | AVN Hall of Fame                               | –                        | –                                                  |
| 2007 | NightMoves       | NightMoves Hall of Fame                        | –                        | –                                                  |

## Filmografia
| Rok  | Tytuł                                                          | Rola                | Reżyser                                               |
| ---- | -------------------------------------------------------------- | ------------------- | ----------------------------------------------------- |
| 1991 | Brygada siedmiu mieczy (The Roller Blade Seven)                | Sex Metal           | Donald G. Jackson                                     |
| 1992 | Legend of the Roller Blade Seven                               | Deserette           | Donald G. Jackson                                     |
| 1993 | Return of the Roller Blade Seven                               | Congo Girl          | Donald G. Jackson                                     |
| 1993 | It’s Showtime                                                  | Crysta              | Donald G. Jackson                                     |
| 1996 | Toad Warrior                                                   | agentka Glory       | Donald G. Jackson, Scott Shaw                         |
| 1997 | Kapitan Orgazmo                                                | pielęgniarka        | Trey Parker                                           |
| 1998 | Gra o honor (He Got Game)                                      | Suzie               | Spike Lee                                             |
| 1999 | Armageddon Boulevard                                           | naga mścicielka     | Donald G. Jackson                                     |
| 2003 | Fluffy Cumsalot, Porn Star (film dokumentalny)                 | w roli samej siebie | Nathan S. Garfinkel                                   |
| 2004 | The Secret Lives of Adult Stars (film dokumentalny)            | w roli samej siebie | Doug Jacobson                                         |
| 2004 | Pornucopia: Going Down in the Valley (miniserial dokumentalny) | w roli samej siebie | Dan Chaykin                                           |
| 2008 | Naked Avenger                                                  | naga mścicielka     | Donald G. Jackson (w napisach: M.T. Bird), Scott Shaw |
| 2015 | Little Boy                                                     | kobieta pająk       | Alejandro Monteverde                                  |